# خوزه لوئیس توریخو
خوزه لوئیس توریخو (اسپانیایی: José Luis Torrijo‎؛ زادهٔ ۹ فوریهٔ ۱۹۶۷) بازیگر اهل اسپانیا است. از فیلم‌ها یا برنامه‌های تلویزیونی که وی در آن نقش داشته است، می‌توان به انزوا، هزارتوی پن، همه چیز درباره مادرم اشاره کرد.